# Eddie Egan
Edward R. Egan, detto Eddie (New York, 3 gennaio 1930 – Miami, 4 novembre 1995), è stato un attore statunitense.

## Biografia
Nacque nel Queens, a New York, il 3 gennaio 1930 da genitori d'origini irlandesi. Cresciuto dalla nonna dopo essere rimasto orfano all'età di 12 anni, si arruolò nel corpo dei Marines nel 1947. Dopo il congedo, giocò a baseball per la squadra di Tripla A dei New York Yankees nel 1950, ma fu richiamato in servizio attivo per la Guerra di Corea. Inseguito al suo secondo congedo, si arruolò nel dipartimento di polizia di New York nel 1955.
Dopo essersi ritirato dal NYPD, si dedicò a tempo pieno al mondo dello spettacolo, interpretando spesso personaggi delle forze dell'ordine. Interpretò il capo della task force "Figlio di Sam" del NYPD nel film del 1985 Out of the Darkness e, nel corso della sua carriera, recitò in più di 20 film e serie televisive. Si trasferì a Fort Lauderdale, in Florida, nel 1984.
Morì di cancro al colon presso il Centro Oncologico dell'Università di Miami, all'età di 65 anni.

## Filmografia parziale
- Il braccio violento della legge (The French Connection), regia di William Friedkin (1971)
- Arma da taglio (Prime Cut), regia di Michael Ritchie (1972)
- Mannix – serie TV, un episodio (1972)
- Uno sceriffo a New York (McCloud) – serie TV, un episodio (1973)
- Joe Forrester – serie TV, 22 episodi (1975-1976)
- Pepper Anderson - Agente speciale (Police Woman) – serie TV, 3 episodi (1975-1977)
- Sulle strade della California (Police Story) – serie TV, 6 episodi (1975-1977)
- Baretta – serie TV, un episodio (1977)
- T.J. Hooker – serie TV, un episodio (1983)
- Mike Hammer investigatore privato (Mike Hammer) – serie TV, 7 episodi (1984)
- Houston Knights - Due duri da brivido (Houston Knights) – serie TV, un episodio (1987)

## Doppiatori italiani
Nelle versioni in italiano delle opere in cui ha recitato, Eddie Egan è stato doppiato da:
- Antonio Guidi ne Il braccio violento della legge
- Giancarlo Padoan in Joe Forrester (1ª parte degli episodi)
- Silvano Tranquilli in Joe Forrester (2ª parte degli episodi)